# Ginette Jany-Sendral
Ginette Jany-Sendral est une nageuse française née le 12 janvier 1932 à Toulouse.

## Biographie
Elle est membre de l'équipe de France aux Jeux olympiques d'été de 1948, 1952 et 1956. En 1956 elle concourt au 4 x 100 m nage libre avec Viviane Gouverneur, Odile Vouaux et Heda Frost.
Elle a été championne de France de natation sur 100 mètres nage libre en 1951, 1952, 1953 et 1955, sur 400 mètres nage libre en 1951, 1953 et 1954 et sur 100 mètres dos en 1956.
Elle est la sœur d'Alex Jany.